# Westerwald-Museum Motorrad & Technik
Das Westerwald-Museum Motorrad & Technik ist ein privates Museum in der rheinland-pfälzischen Ortsgemeinde Steinebach/Sieg im Landkreis Altenkirchen (Westerwald). Es befindet sich in der Hauptstraße 21 in Steinebach.
Das Museum wurde am 6. Juni 1993 von dem Besitzerehepaar, das die Restaurierung ältere Motorräder und anderer mechanischer Gegenstände als Hobby betreibt, eröffnet und 1995 bei einem Umzug in eine größere Ausstellungshalle erweitert.
Es werden etwa 50 historische Motorräder, überwiegend bis zum Baujahr 1970, ausgestellt, wobei der Schwerpunkt auf Modellen der Firma BMW liegt, aber auch Fahrzeuge u. a. der (ehemaligen) Hersteller DKW, Horex, Kreidler, NSU und Zündapp besichtigt werden können. Daneben werden auch Fahrräder und andere maschinelle Gebrauchsgegenstände wie beispielsweise Nähmaschinen und Rasenmäher von Zündapp oder historische Waschmaschinen der Firma Miele gezeigt.